# Nikodemuskirche (Berlin-Neukölln)

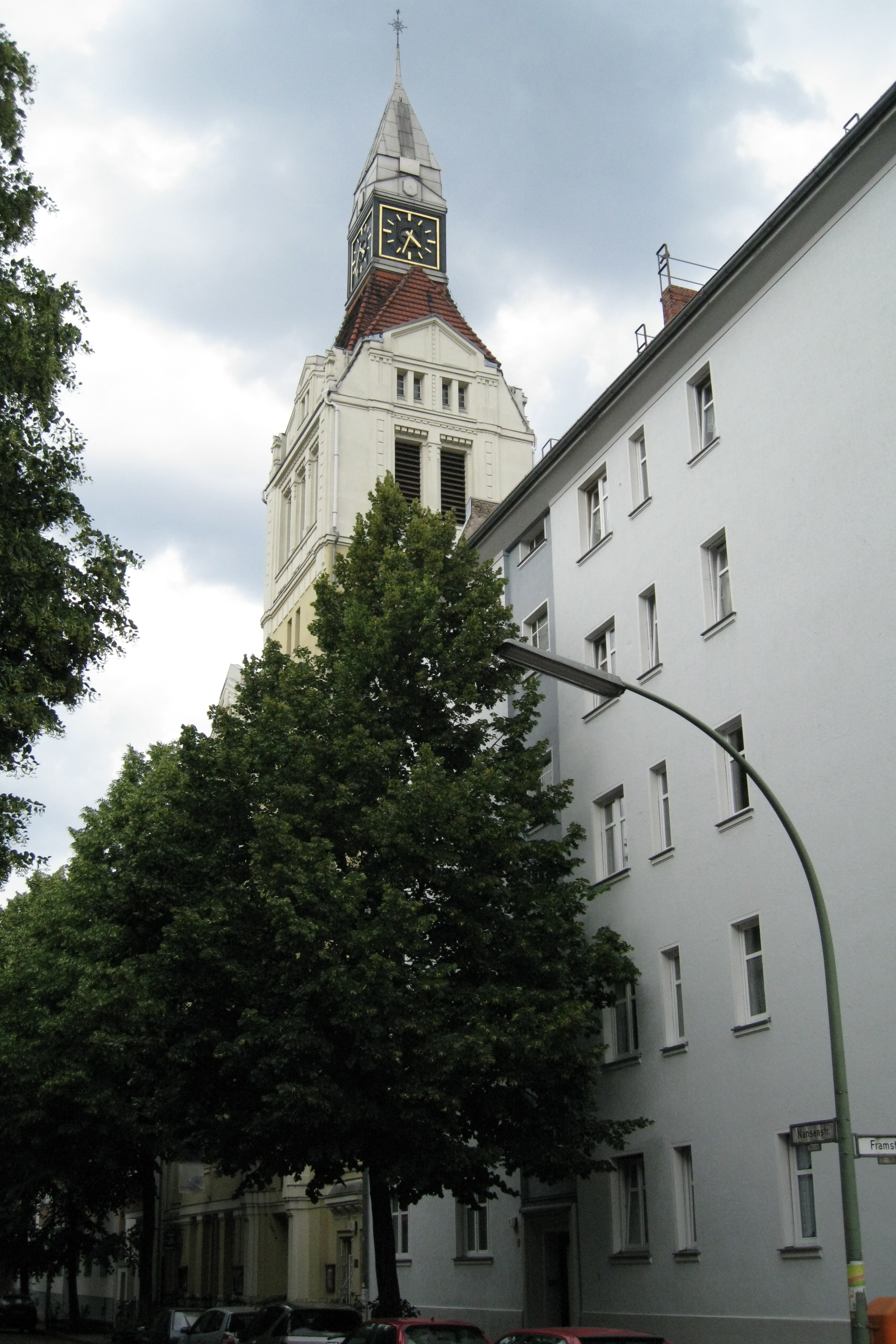
Straßenfront der Nikodemuskirche

Die evangelische Nikodemuskirche befindet sich in der Nansenstraße im Berliner Ortsteil Neukölln und wurde 1912–1913 von Fritz Gottlob errichtet. Sie versteht sich als Kulturkirche. Das zeigt sich in zahlreichen Konzerten und Ausstellungen, die in den Räumlichkeiten stattfinden und dem Chor (gemeinsam mit der benachbarten Martin-Luther-Gemeinde). Der Kirchenraum verfügt über eine gute Akustik und wird gelegentlich für professionelle Tonaufnahmen genutzt.

## Bau
Architektonisch findet sich bei der Kirche eine Synthese von Elementen der Neorenaissance und des Jugendstils, bei dem bereits die beginnende Moderne anklingt. Die Grundsteinlegung war am 22. Juni 1912, die Einweihung am 10. Juni 1913. Bei einem alliierten Luftangriff am 26. Februar 1945 brannte die Kirche vollständig aus, doch das Gemeindehaus blieb verschont. 1954 begann der Wiederaufbau. Am 28. Oktober 1956 weihte Bischof Otto Dibelius die „neuerstandene Nikodemuskirche“ wieder ein, die mittlerweile unter Denkmalschutz steht.

## Geschichte
Das damalige Deutsch-Rixdorf entwickelte sich im Zeitalter der Industrialisierung von einer Dorfgemeinde zu einer riesigen Großstadtgemeinde, als hier Mietskasernen aus dem Boden gestampft wurden und massenhaft Menschen nach Rixdorf zogen. Die Evangelische Kirchengemeinde Rixdorf, die nach der Umbenennung der Stadt Evangelische Stadtkirchengemeinde Neukölln hieß, wurde mit über 200.000 Mitgliedern zu einer der größten in Deutschland. Diese Gemeinde, nach der Zahl ihrer Kirchen in fünf Hauptbezirke gegliedert, blieb bis 1948 erhalten, danach wurde jeder Hauptbezirk selbstständig. So entstand die Nikodemusgemeinde.
Die Geschichte der Nikodemuskirche lässt sich bis 1904 zurückverfolgen, als von Franz Schwechten auf dem Reuterplatz ein Kuppelbau für 1100 Menschen entstehen sollte. Dieser Bau zur Verschönerung des Stadtteils sollte „Peter-und-Paul-Kirche“ heißen. Die Vorbereitungen zum Bau der Kirche ließen sich zwar gut an, die Gemeinde musste aber 1908 das Konzept des repräsentativen Monumentalbaus aus finanziellen Gründen zugunsten einer billigeren Lösung aufgeben.
Im Januar 1909 wurde das kleine Grundstück in der Nansenstraße von nur 25 Meter Frontlänge und 35 Meter Tiefe gekauft. Obwohl die Grundstücke für die Nikodemus- und die Philipp-Melanchthon-Kirche gleichzeitig erworben wurden, konnte die weniger kostspielige Nikodemuskirche, nachdem die Finanzierung gesichert war, zuerst gebaut werden. Die Baukosten für die Kirche mit 600 Plätzen einschließlich des Gemeindehauses betrugen nur etwa 260.000 Mark (kaufkraftbereinigt in heutiger Währung: rund 1,86 Millionen Euro). Das mit dem Entwurf unzufriedene Berliner Konsistorium verlangte, „den kirchlichen Charakter im Äußeren und Inneren des Baues mehr hervortreten zu lassen“. Dieses Ansinnen lehnte die Gemeinde aus Geldmangel ab. Der ursprünglich für die Kirche auf dem Reuterplatz vorgesehene Name „Peter und Paul“ wurde durch Nikodemus ersetzt. Einziges heute noch sichtbares Zeichen dieser damaligen Pläne sind die beiden Portalfiguren der Nikodemuskirche, die Apostel Petrus und Paulus. Nach dem Zweiten Weltkrieg wurde die Kirche 1949 zunächst provisorisch wieder hergerichtet. 1957 konnte die Turmuhr wieder in Gang gesetzt werden. In den Jahren 1972–1973 erhielt die Kirche eine endgültige Dachdeckung.

## Gebäude
Das in die Häuserzeile eingebaute Gemeindehaus, das sich bis auf den unsymmetrisch angeordneten Turm kaum vom Vorderhaus eines Wohnhauses unterscheidet, ist mit der Kirche, die im Hof dahinter liegt, zu einer Einheit verbunden. Das Gemeindehaus enthält Versammlungsräume, die Pfarrwohnung und die Küsterei. Die dreischiffige Hallenkirche, die Seitenschiffe sind  zu Gängen reduziert, hat eine rechteckige Chornische und einen Sakristeianbau. 
Der Turm, dessen Portal und Fenstergruppe im ersten Geschoss bildhauerisch zusammengefasst sind, hat ein offenes Glockengeschoss in reicher Gliederung mit Lisenen, stilisierten Säulen und Giebeln. Darüber erhebt sich ein Zeltdach mit obeliskartiger Spitze. Der Turm erhielt drei Gussstahlglocken, die 1912 vom Bochumer Verein hergestellt wurden.
| Glocke    | Schlagton | Gewicht | Durchmesser | 0Höhe0 | Inschrift                                               |
| --------- | --------- | ------- | ----------- | ------ | ------------------------------------------------------- |
| 1. Glocke | e′        | 1150 kg | 140 cm      | 114 cm | WAS VOM GEIST GEBOREN WIRD, DAS IST GEIST. EV. JOH. 3,6 |
| 2. Glocke | g′        | 0730 kg | 117 cm      | 096 cm | WAS VOM FLEISCH GEBOREN WIRD, DAS IST FLEISCH!          |
| 3. Glocke | h′        | 0360 kg | 095 cm      | 080 cm | IHR MÜSSET VON NEUEM GEBOREN WERDEN. EV. JOH. 3,7       |

Der schlechte Baugrund verlangte eine Pfahlgründung. Der Sockel der Straßenfront wurde mit Rüdersdorfer Kalkstein verkleidet, die übrigen Fassadenteile erhielten einen grauen Putz.

## Das Innere

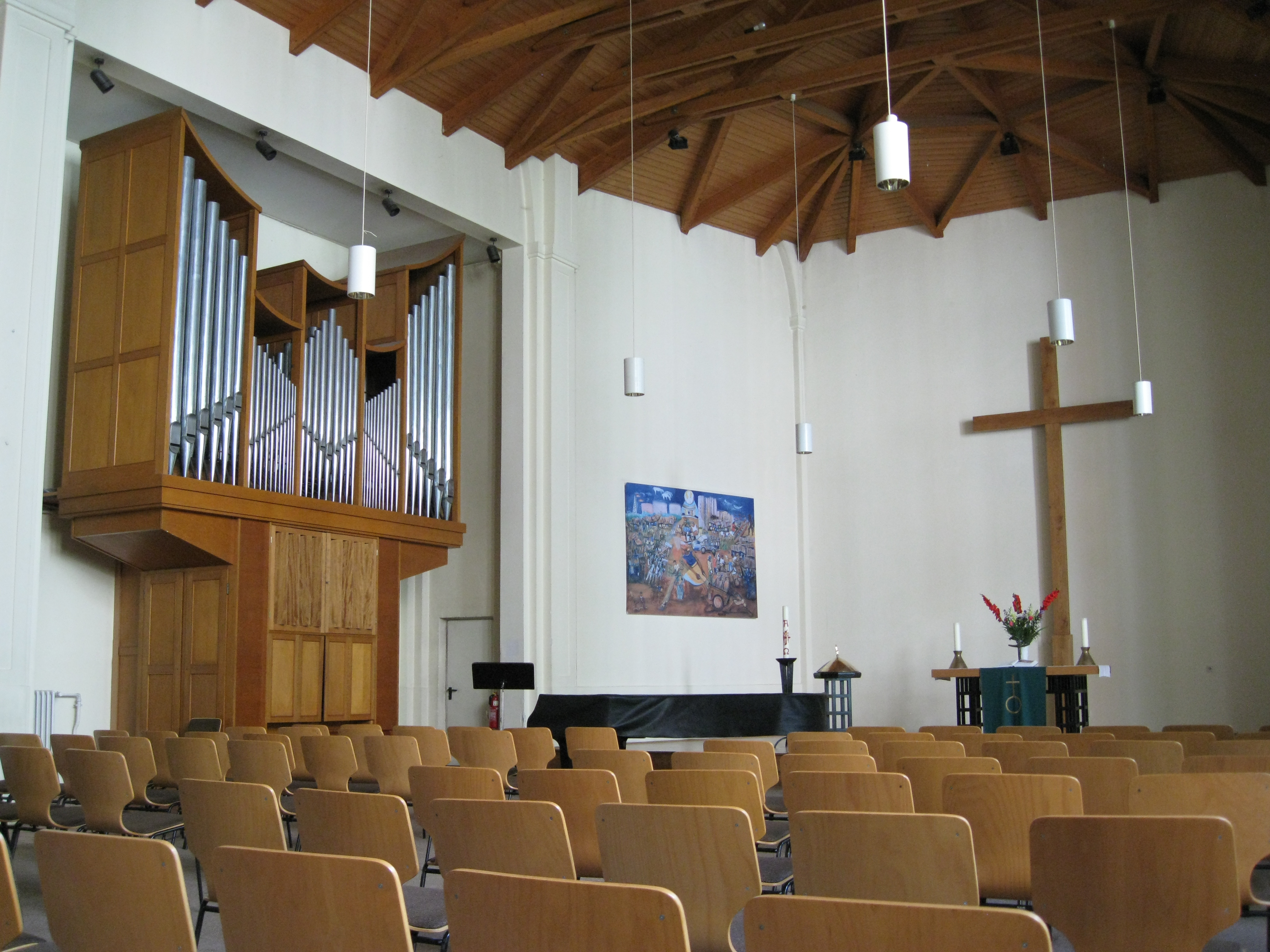
Altar und Orgel der Nikodemuskirche

Der Innenraum der Kirche zeigte ursprünglich im Netzgewölbe  einen Sternenhimmel. Die Orgel befand sich auf der Empore über dem Eingang zum Kirchenschiff. Inmitten des Raumes hing ein Kronleuchter, auf dem Altar stand ein von Josef Rauch gestaltetes hölzernes Kruzifix, das heute im Turmeingang zur Kirche steht. Das Altarbild, das ein nächtliches Gespräch zwischen Jesu und Nikodemus darstellte, fiel am 26. Februar 1945 den Bomben zum Opfer, ebenso die nach dem Ersten Weltkrieg zu Heldengedenkfeiern im Altarraum aufgestellten, den Soldatentod verharmlosenden Gemälde.
Im Jahr 1954 begann der Wiederaufbau der Kirche. Die Rekonstruktionsarbeiten an der schwer kriegsbeschädigten Kirche dauerten bis 1956. Der Kirchsaal erhielt eine Kassettendecke. Der Glasmaler Günter Johl stellte auf acht Kirchenfenstern die christliche Schöpfungsgeschichte dar. Der Bildhauer Waldemar Otto schuf zwei Altarkerzenhalter, einen Taufbeckendeckel und ein Standkreuz für den Altar. Für den Altar und den Taufstein wurden Steine der alten Kaiser-Wilhelm-Gedächtnis-Kirche verwendet. 1967 wurde eine Neuausmalung der Kirche erforderlich. Um die Akustik zu verbessern, wurde die Kanzel vorgezogen.
Die Schuke-Orgel wurde 1956/57 gebaut und verfügt über 19 Register auf zwei Manualen und Pedal. Sie ersetzt eine erste Orgel von 1913, die von W. Sauer Orgelbau Frankfurt (Oder) mit 15 Registern auf zwei Manualen und Pedal ausgestattet worden war und beim Bombenangriff im Februar 1945 zerstört wurde. Anlässlich einer Restaurierung des Instruments im Jahr 1989 versetzte Schuke die Orgel vom ursprünglichen Standort auf der Empore in eine seitliche Nische nahe dem Altar.